# Paweł Pietrzak
Paweł "Stormblast" Pietrzak (ur. 6 marca 1981 w Częstochowie) – polski perkusista. Znany jest przede wszystkim z występów w blackmetalowej formacji Infernal War. W latach 2003–2007 był członkiem blackmetalowego zespołu Thunderbolt. Grał także w zespołach Eon, Churchill i rockowej formacji Makle Kfuckle. W 2011 roku jako muzyk koncertowy nawiązał współpracę z zespołem Deus Mortem. Dwa lata później został oficjalnym członkiem tejże formacji. Także w 2011 roku dołączył do reaktywowanej grupy Mordor. Natomiast od 2012 uzupełnił koncertowy skład kwartetu Azarath. Pietrzak jest endorserem firmy Spaun, gra na bębnach z serii Custom. Używa ponadto pedałów Monolit Czarcie Kopyto.

## Dyskografia
- Infernal War – Promo (2000, wydanie własne)
- Eon – Labyrinth (2001, Apocalypse Records)
- Infernal War – Infernal SS (2002, Dark Blaze Stronghold)
- Infernal War – Satanic Martial Terror (2003, Death's Abyss, split z Inferno)
- Infernal War – Explosion (2004, Eastside Records, split z Warhead)
- Thunderbolt – Inhuman Ritual Massmurder (2004, Agonia Records)
- Infernal War – Terrorfront (2005, Agonia Records)
- Infernal War – Redesekration: The Gospel of Hatred and Apotheosis of Genocide (2007, Agonia Records)
- Thunderbolt – Apocalyptic Doom (2007, Agonia Records)
- Infernal War – Conflagrator (2009, Agonia Records)
- Infernal War – Transfigurations (2010, Malignant Voices)
- Infernal War - Axiom (2015, Agonia Records)
- Deus Mortem - Demons of Matter and the Shells of the Dead (2016, Malignant Voices)
- Mordor - Darkness... (2018, Pagan Records)
- Deus Mortem - Kosmocide (2019, Terratur Possessions/Malignant Voices)